# Batu Basa
Batu Basa is een bestuurslaag in het regentschap Tanah Datar van de provincie West-Sumatra, Indonesië. Batu Basa telt 3697 inwoners (volkstelling 2010).